# Saint Vincent és a Grenadine-szigetek
Saint Vincent és a Grenadine-szigetek a Kis-Antillák Szél felőli-szigetcsoportjának déli részén fekvő állam. Nagy-Britannia volt gyarmata. Területének zömét a vulkanikus eredetű Saint-Vincent sziget teszi ki. Az országhoz tartozik még a szintén vulkanikus eredetű Grenadine-szigetek legtöbb tagja is.

## Fekvése, határai

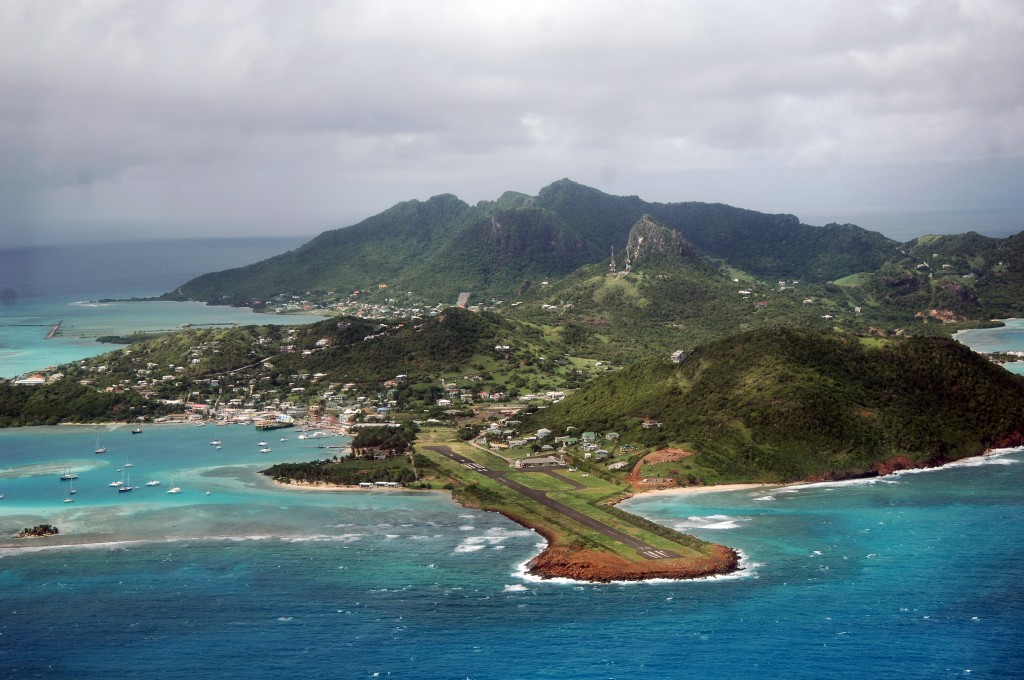
A Grenadines-szigetcsoporthoz tartozó Union-sziget

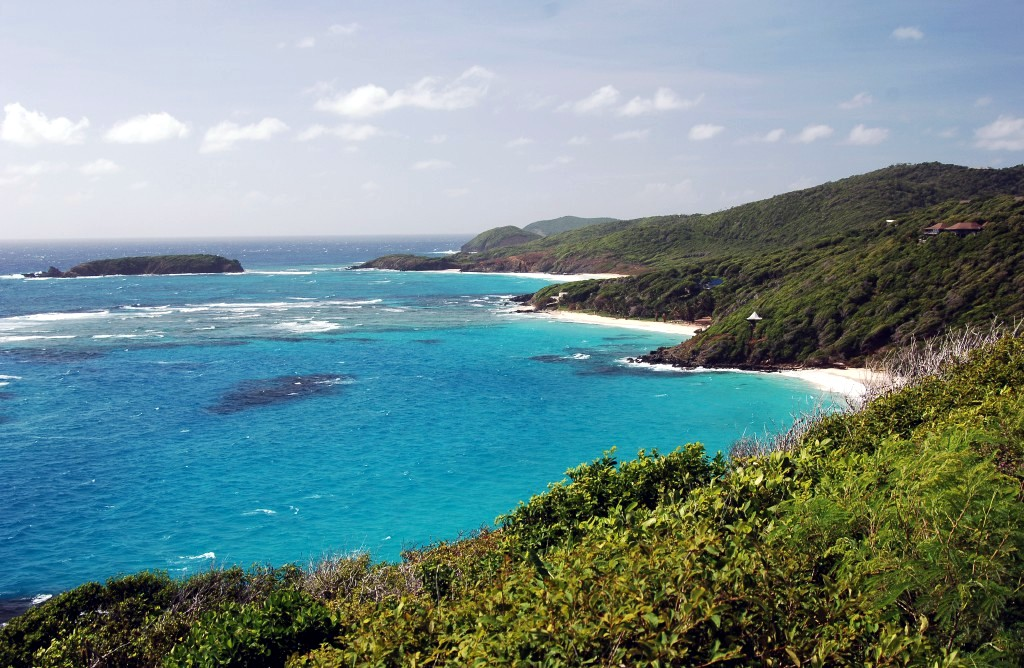
A Mustique-sziget tengerpartja

## Földrajza, természeti környezete

### Domborzata
A Kis-Antillák Szél felőli szigetek csoportjába tartozó, vulkáni eredetű Saint Vincent szigeten és a Grenadine-szigetsor északi részén fekvő ország. Legmagasabb pontja: La Soufrière-vulkán, 1234 méter.

### Éghajlata
Trópusi éghajlatát a tenger közelsége enyhíti. Aránylag gyakran okoznak jelentős károkat a trópusi ciklonok.

## Népessége

### Népességének változása
| Lakosok száma | 80 948 | 86 860 | 92 465 | 98 634 | 103 742 | 107 811 | 108 001 | 108 353 | 109 249 | 100 804 |
|               | 1960   | 1966   | 1972   | 1978   | 1984    | 1991    | 1997    | 2003    | 2009    | 2023    |

### Legnépesebb városok
| Saint Vincent és Grenadine-szigetek települései |                |          |               |
| Rangsor                                         | Név            | Lakosság | Körzet        |
| 1.                                              | Kingstown      | 17 994   | Saint George  |
| 2.                                              | Georgetown     | 1680     | Charlotte     |
| 3.                                              | Byera          | 1365     | Charlotte     |
| 4.                                              | Barrouaillie   | 1318     | Saint Patrick |
| 5.                                              | Layou          | 1164     | Saint Andrew  |
| 6.                                              | Biabou         | 1050     | Charlotte     |
| 7.                                              | Colonarie      | 1034     | Charlotte     |
| 8.                                              | Port Elizabeth | 839      | Grenadine     |
| 9.                                              | Chateaubelair  | 735      | Saint David   |
| 10.                                             | Calliaqua      | 636      | Saint George  |
| 11.                                             | Hamilton       | 630      | Grenadine     |
| 12.                                             | Dovers         | 525      | Grenadine     |

### Nyelvi összetétel
Az országban a hivatalos nyelv az angol, de a mindennapi nyelv az angol alapú vincenti kreol.

### Etnikai összetétel
A legtöbb ember az afrikai rabszolgák leszármazottja, akiket a szigetekre hoztak az ültetvényekre dolgozni.
A népesség 66%-a afrikai származású, 19%-a vegyes származású, 6%-a kelet-indiai, 4%-a európai (főleg portugál), 2%-a karibi és 3%-a egyéb.

### Vallási összetétel
A 2001-es népszámlálás alapján a szigetek lakosságának 81,5%-a vallotta magát kereszténynek, 6,7%-a más vallásúnak és 8,8% -a nem jelölt meg vallást.
A lakosság zöme protestáns, főleg anglikán, pünkösdi-karizmatikus, metodista, adventista, baptista, továbbá katolikus (utóbbi kb. 7,5%).

## Közigazgatása és politikai rendszere

### Alkotmány, államforma
Saint Vincent és a Grenadine-szigetek államformája parlamentáris monarchia. Az állam feje a mindenkori brit uralkodó, jelenleg III. Károly, akinek címe az országban a Saint Vincent és a Grenadine-szigetek királya. Az uralkodót főkormányzó (Governor General) képviseli, 2002. szeptember 2. óta Sir Frederick Ballantyne. A király reprezentatív feladatokat lát el, mint a többi alkotmányos, illetve parlamentáris monarchiában. A főkormányzó feladata a választások kiírása. Parlamenti választásokat elvileg négyévenként tartanak, de a főkormányzó - a miniszterelnök és kormánya ellen benyújtott bizalmatlansági indítvány, politikai instabilitás esetén - hamarabb is kiírhat választásokat, ha jónak látja.

Saint Vincent és a Grenadák brit koronagyarmat zászlója 1907-1979 között.

### Törvényhozás, végrehajtás, igazságszolgáltatás
Az ország végrehajtó hatalmát a kormány gyakorolja, melynek feje a miniszterelnök, 2001. március 28. óta az Egyesült Munkáspárt jelöltje, Ralph Gonsalves. A kormány tagjai a miniszterek és az államtitkárok. A kormány ülésein a miniszterek és a miniszterelnök vesz részt, az üléseket a miniszterelnök és a kabinetfőnök vezeti. Államtitkárok csak különleges esetben vesznek részt a kormány ülésein.
A törvényhozó hatalom birtokosa a 15 tagú, egykamarás parlament kezében van. A legutóbbi választásokon, 2010. december 13-án az Egyesült Munkáspárt 8, az Új Demokrata Párt pedig 7 helyet szerzett, a Saint Vincent és Grenadine-szigeteki Zöld Párt pedig - miután a szavazatok kevesebb mint negyed százalékát szerezte meg a 62 805 szavazatból megszerzett 138 voksával - nem jutott be.

### Közigazgatási beosztás
Az ország 6 egyházkerületre (parish) van felosztva, melyek a következők:
- Charlotte Parish
- Grenadines Parish
- Saint Andrew Parish
- Saint David Parish
- Saint George Parish
- Saint Patrick Parish

### Politikai pártok
- Egyesült Munkáspárt
- Új Demokrata Párt
- Saint Vincent és Grenadine-szigeteki Zöld Párt

### Tagság a nemzetközi szervezetekben
ACP, ALBA, C, Caricom, CDB, CELAC, ECLAC, FAO, G-77, IBRD, ICAO, ICC, ICFTU, ICRM, IDA, IFAD, IFRCS, ILO, IMF, IMO, Intelsat, Interpol, IOC, ITU, OAS, OECS, OPANAL, OPCW, UN, UNCTAD, UNESCO, UNIDO, UPU, WCL, WFTU, WHO, WIPO, WTrO

## Gazdasága

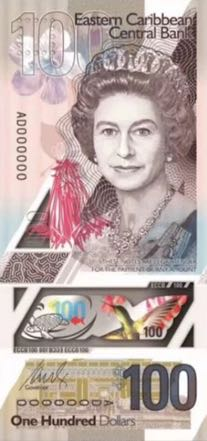
Az ország pénzneme a kelet-karibi dollár, a képen a jelenlegi 100-as címlet látható II. Erzsébet portréjával.

A gazdaságának a sikere a mezőgazdaság, a turizmus és az építőipar szezonális változásaitól, valamint az utalásoktól függ. A munkaerő nagy részét a banántermelés és a turizmus foglalkoztatja. A szigetek egy kis offshore bankszektornak is otthont ad. A szolgáltató szektor, amely többnyire a növekvő turisztikai iparágra épül, szintén fontos.

### Szektorai
- Mezőgazdaság, erdőgazdálkodás, halászat

Gazdaságának egyik alapja a növénytermesztés (banán, kókuszdió, fűszerek, szerecsendió). Marantakeményítő gyártásban és kereskedelemben világmonopóliumot élvez.
- Ipar, szolgáltatások

Főbb ágazatok: idegenforgalom; élelmiszerfeldolgozás, cementgyártás, bútorok gyártása, ruházat 

### Külkereskedelem
Export: 
- Termékek: földgáz, fúróplatformok és hajók, banán, maranta, táró, burgonya.
- Főbb partnerek 2019-ben:[9] Jordánia 39%, Szingapúr 14%

Import: 
- Termékek: finomított kőolaj, hajók, élelmiszerek, gépek, berendezések, vegyszerek, műtrágya, ásványok, üzemanyag.
- Főbb partnerek 2019-ben: Egyesült Államok 30%, Trinidad és Tobago 12%, Kína 8%, Egyesült Királyság 6%

### Egyéb ágazat
Az Egyesült Államokba és Európába szánt dél-amerikai eredetű kábítószerek egyik átrakodási pontja; ahol kisebb méretű kannabisz-termesztés is jelen van.

## Közlekedés
A törpeállam közút-hálózatának hossza 2003-ban 829 km volt. Az országban 1 kikötő és 5 repülőtér található.
A várva várt Argyle nemzetközi repülőtér 2017 elején nyílt meg, remélve a légi szállítás és a turisztikai tevékenység fokozását. 

## Telekommunikáció
| Hívójel prefix | J8 |
| ITU zóna       | 11 |
| CQ zóna        | 8  |

## Oktatási rendszer és kultúra

### Művészetek
- Építészet
- Képzőművészetek
- Irodalom
- Filmművészet
- Zene

### Gasztronómia
A gasztronómia főleg afrikai hatásokat tükröz. A konyhán a fűszerek gazdag választékával találkozni, amelyek között ott van a szerecsendió, fahéj, gyömbér, sáfrány, kardamom, feketebors, hagyma, zöldpaprika, erőspaprika, koriander, petrezselyem, mogyoróhagyma, fokhagyma és zöldcitrom. Fűszerezés gyanánt számos gyógynövényt is használnak.
A szigeteken nagyon sok növény gyökerét fogyasztják. A kókuszdió és a kenyérfagyümölcs nélkülözhetetlen, utóbbit a szigetek szimbólumának tekintik. Augusztusban a kenyérfagyümölcsnek saját fesztiválja is van az országban. Tipikus helyi különlegesség a rántott kenyérfagyümölcs tengeri sügérrel.
Ebédnél gyakori fogás a sózott halból készült buljol. A ducana egy hagyományos könnyű harapnivaló, ami egy burgonyapogácsa és gyömbért, mazsolát, tamarinduszt, szerecsendiót valamint más fűszereket is tehetnek bele. A ducanát olykor spenóttal vagy sózott hallal eszik.
A levesek közül a legismertebb a callaloo, amelyet húsokból és gyökerekből főznek, burgonya és tápióka hozzáadásával. Szintén gyakori és könnyen elkészíthető étel a sültbanán.

## Történelem
Kolumbusz 1498. január 22-én fedezte fel Saint Vincent szigetét, melyet zaragozai Szent Vincéről, Portugália védőszentjéről nevezett el. A sziget 1627-ig az őslakos karib indiánok ellenőrzése alatt maradt. Ekkor létesítették az angolok itt az első települést, de az indiánok ellenállása és a franciákkal folytatott vetélkedés miatt 1763-ig nem tudták tartósan megvetni a lábukat. A szigetet 1789-ben angol koronagyarmattá nyilvánították, majd 1885 és 1956 között a Szél felőli szigetek nevű brit gyarmat része. 1958 és 1962 között a Nyugat-indiai Föderáció tagja volt, majd 1969-ben Nagy-Britannia társult állama lett. Függetlenségét 1979. október 27-én kiáltották ki.